# 上级部队领袖 (冲锋队)
上级部队领袖（Obertruppführer）是一个纳粹党於1932-1945年间設立的頭銜。党卫队在1932-1934年间也使用过上级部队领袖這一頭銜。1934年长刀之夜过后，党卫队废除上级部队领袖這一頭銜。而在衝鋒隊里，上级部队领袖职衔则一直存续至1945年纳粹政权倒台。